# 高晨翔
高晨翔，中华人民共和国政治人物、全国脱贫攻坚先进个人。

## 生平
高晨翔任子洲县周家硷镇董家圪崂村驻村第一书记，榆林市政府会议管理中心干部。因在脱贫攻坚战中作出突出贡献，2021年2月25日全国脱贫攻坚总结表彰大会上，高晨翔被授予“全国脱贫攻坚先进个人”。